# ابن الوردي
زين الدين أبو حفص عمر بن المظفَّر بن عمر بن محمد ابن أبي الفوارس المعرّي الكِندي، المعروف بابن الوَرْدي (691-749هـ / 1292-1349م) أديب وشاعر مشهور، ومؤرخ، وفقيه شافعي. ولد في معرة النعمان في بلاد الشام، وولي القضاء بمنبج، وتوفي بحلب.
نَشأ ابن الوردي بحلب، وتفقه بهَا، ففاق الأقران، وَأخذ عَن القَاضِي شرف الدّين الْبَارِزِيّ بحماة، وَعَن الْفَخر خطيب جبرين بحلب. وَكَانَ يَنُوب فِي الحكم فِي كثير من معاملات حلب، وَولي قَضَاء منبج فتسخطها، وعاتب ابْن الزملكاني بقصيدة مَشْهُورَة على ذَلِك، ورام الْعود إلى نِيَابَة الحكم بحلب فَتعذر، ثمَّ أعرض عَن ذَلِك، وَمَات فِي الطَّاعُون الْعَام آخر سنة 749هـ، بعد أَن عمل فِيهِ مقامة سَمَّاهَا «النبا فِي الوباء» ملكت ديوَان شعره فِي مُجَلد لطيف. ويُروى أنه قال:

## مؤلفاته
من كتبه:
1. ديوان شعر؛ فيه بعض نظمه ونثره.
2. تتمة المختصر؛ تاريخ، مجلدان، يعرف بتاريخ ابن الوردي، جعله ذيلاً لتاريخ أبي الفداء وخلاصة له.
3. تحرير الخصاصة في تيسير الخلاصة؛ نثر فيه ألفية ابن مالك في النحو.
4. الشهاب الثاقب؛ تصوف.
5. اللباب في الإعراب؛ نحو.
6. شرح ألفية ابن مالك؛ نحو. وَاخْتصرَ ألفية ابْن مَالك فِي مائَة وَخمسين بَيْتاً.
7. ضوء الدرة شرح ألفية ابن معطي؛ نحو.
8. ألفية في تعبير الأحلام.
9. تذكرة الغريب؛ منظومة في النحو.
10. مقامات؛ في الأدب.
11. منطق الطير؛ منظومة في التصوف.
12. البهجة الوردية أو بهجة الحاوي؛ نظم بها الحاوي الصغير في فقه الشافعية. يقول ابن حجر العسقلاني في «الدرر الكامنة»: «ونظم الْبَهْجَة الوردية فِي خَمْسَة آلَاف بَيت وَثَلَاث وَسِتِّينَ بَيْتاً، أَتَى على الْحَاوِي الصَّغِير بغالب أَلْفَاظه، وَأُقسم بِاللَّه.. لم ينظمْ أحدٌ بعدَه الْفِقْهَ إِلَّا وَقَصَّرَ دونَه».[3]
13. وتنسب إليه «اللامية» التي أولها: «اعتزل ذكر الأغاني والغزل» ولم تكن في ديوانه، فأضيفت إلى المطبوع منه. وكانت بينه وبين صلاح الدين الصفدي مناقضات شعرية لطيفة وردت في مخطوطة ألحان السواجع.[1]
14. الرسائل المهذبة فِي الْمسَائِل الملقبة.
15. الْكَلَام على مائَة غُلَام؛ مائَة مَقْطُوع لَطِيفَة.
16. الدراري السارية فِي مائَة جَارِيَة؛ مائَة مَقْطُوع كَذَلِك.
17. ضمن كثيراً من الملحة للحريري فِي أرجوزة غزل.[3]

### خريطة الأرض

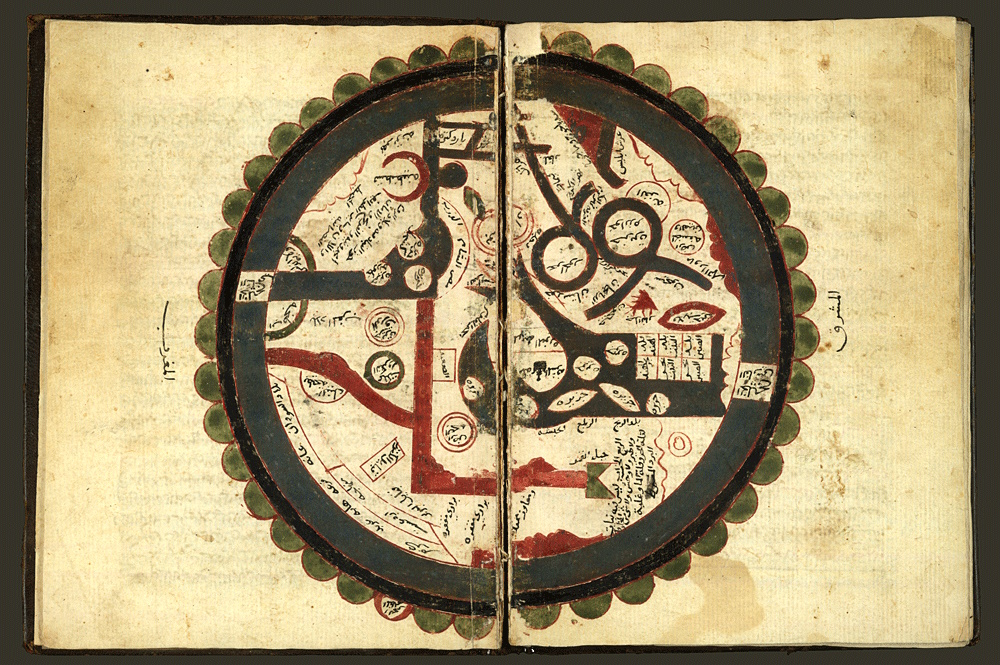
"خريطة الأرض" من كتاب "خريدة العجائب"

يُنسب لابن الوردي كتاب «خريدة العجائب» الذي فيه خريطة الأرض، إلا أن نسبته غير صحيحة؛ فقد ورد في دائرة المعارف الإسلامية شخصٌ آخر ذكره محمد بن شنب وترجمه بما خلاصته: «سراج الدين أبو حفص عمر ابن الوردي، فقيه شافعي توفي في ذي القعدة 861هـ [وليس 749هـ]، وهو مؤلف كتاب خريدة العجائب وفريدة الغرائب»، وورد في تاريخ ابن إياس باسم «سراج الدين عمر الوردي»، وفيه إنه توفي سنة 861هـ، ولا يذكر «خريدة العجائب». كما ورد في الضوء اللامع للسخاوي باسم «الوروري» واسمه عمر بن عيسى، ووفاته بالقاهرة في ذي الحجة 861هـ، ويغلب على الظن أن ابن إياس أخذ عنه، وقد حرف النساخ لقبه من الوروري إلى الوردي.
يقول خير الدين الزركلي في «الأعلام»: «وبهذا يظل الإشكال في نسبة «خريدة العجائب» إلى ابن الوردي المترجَم هنا، كما كان، وهو وإن كان في المستشرقين مَن أُعجب به ونَقَلَ فقراتٍ منه، أمثال دي جيني وهيلاندر وتورنبرج ومهرن كما يذكر ابن شنب، وما تزال مكتبة باريس محتفظة بخريطة الأرض التي فيه كما تقول مجلة المقتطف، فإنه من المستبعد جداً أن يكون من تأليف مترجمنا ابن الوردي المتوفى سنة 749هـ، ورأيت بعد ذلك مخطوطة من «خريدة العجائب» يمانية حديثة، في الفاتيكان، كتبها يوسف بن المطهر الجرموزي سنة 1124هـ، وعليها اسم المؤلف: «عمر ابن منصور بن محمد بن عمر بن الوردي السبكي»».

## وصلات خارجية
- بوابة الشعراء: ديوان ابن الوردي
- يوتيوب: لامية ابن الوردي